# Michael Jackson: The Experience
Michael Jackson: The Experience è un videogioco musicale basato su Michael Jackson. È stato sviluppato e pubblicato da Ubisoft, ed è stato messo in commercio il 23 novembre 2010 per le piattaforme Wii, Nintendo DS e PlayStation Portable. Intorno al 14 aprile 2011 sono state pubblicate le versioni per Xbox 360 e PlayStation 3. Il gioco è caratterizzato da molti dei successi di Michael, come Bad, Beat It, Smooth Criminal, Billie Jean, Black or White, Earth Song, Thriller e Don't Stop 'Til You Get Enough, ma manca di tutti i successi contenuti in Invincible.
Nell'autunno 2011 è uscita anche la versione per Nintendo 3DS che, a differenza della versione per Nintendo DS, conterrà tutte le tracce.
Il 22 febbraio 2012 è uscita la versione per PlayStation Vita.

## Tracce
da Off the Wall
- Don't Stop 'til You Get Enough
- Rock With You
- Workin' Day And Night

da Thriller
- Beat It
- Billie Jean
- The Girl Is Mine
- Thriller
- Wanna Be Startin' Somethin'

da Bad
- Another Part of Me (solo nell'edizione limitata)
- Bad
- Dirty Diana
- Leave Me Alone
- Smooth Criminal
- Speed Demon
- Streetwalker
- The Way You Make Me Feel
- I Just Can't Stop Loving You (Solo nella versione per Xbox 360 e PlayStation 3)

da Dangerous
- Black or White
- Heal the World
- In the Closet
- Remember the Time
- Who Is It
- Will You Be There

da HIStory: Past, Present and Future - Book 1
- Earth Song
- They Don't Care About Us
- Money
- Stranger in Moscow (Solo nella versione per Xbox 360 e PlayStation 3)

da Blood on the Dance Floor: HIStory in the Mix
- HIStory/Ghosts
- Blood on the Dance Floor(Solo nella versione per Xbox 360 e PlayStation 3)

da Michael Jackson: The Ultimate Collection
- Sunset Driver

da Michael (Nella versione per Nintendo 3DS)
- Hollywood Tonight

## Versione Nintendo DS
Le tracce per la versione Nintendo DS del gioco sono state ridotte a 12.
Ecco le seguenti canzoni:
- Another Part of Me
- Bad
- Beat It
- Billie Jean
- Black or White
- Don't Stop 'Til You Get Enough
- Heal the World
- Leave Me Alone
- Smooth Criminal
- Streetwalker
- The Way You Make Me Feel
- Wanna Be Startin' Somethin'

## Versione Wii
- Don't Stop 'Til You Get Enough
- Rock With You
- Workin' Day And Night
- Beat It
- Billie Jean
- The Girl Is Mine
- Thriller
- Wanna Be Startin' Something
- Bad
- Dirty Diana
- Leave Me Alone
- Smooth Criminal
- Speed Demon
- Streetwalker
- The Way You Make Me Feel
- Black Or White
- Heal The World
- Remember The Time
- Who Is It
- Will You Be There
- Earth Song
- They Don't Care About Us
- Money
- Ghosts
- Sunset Driver

## Versione PlayStation Portable
- Don't Stop 'Til You Get Enough
- Rock With You
- Beat It
- The Girl Is Mine
- Thriller
- Wanna Be Startin' Something
- Another Part Of Me
- Bad
- Leave Me Alone
- Smooth Criminal
- Streetwalker
- The Way You Make Me Feel
- Black Or White
- Heal The World
- Remember The Time
- Will You Be There

## Antipirateria nella versione DS
Qualora la copia della versione DS risultasse piratata, l'audio diveniva estremamente compresso. Provando comunque a giocare il gioco, assieme all'audio compresso si aggiungevano cori di mille Vuvuzela per poi infine bloccarsi.

## Accoglienza
La rivista Play Generation diede alla versione per PlayStation Portable un punteggio di 45/100, trovando che l'unico aspetto apprezzabile del gioco fosse la colonna sonora ma il resto, dalla grafica alle meccaniche era da buttare via in blocco. La stessa testata diede all'edizione per PlayStation 3 un punteggio di 71/100, trovando che i fan avrebbero potuto apprezzare la possibilità di cantare i successi di Michael Jackson e gli extra, ma la parte "dance" risultava poco riuscita.